# NGC 926
NGC 926 é uma galáxia espiral barrada (SBbc) localizada na direcção da constelação de Cetus. Possui uma declinação de -00° 19' 57" e uma ascensão recta de 2 horas, 26 minutos e 06,6 segundos.
A galáxia NGC 926 foi descoberta em 1877 por Ernst Wilhelm Leberecht Tempel.